# 伊万·米拉特
伊万·罗伯特·马尔科·米拉特（英語：Ivan Robert Marko Milat，1944年12月27日—2019年10月27日），媒体通称“背包客杀手”，是一名澳大利亚连环杀手。他在1989年至1992年间于新南威爾士州绑架、袭击、抢劫并谋杀了2男5女。他的犯罪手法是伪装成愿意提供交通便利的好心人，在休姆高速公路上接近背包客，将受害者带往贝朗格洛州立森林制服并杀害。此外，米拉特还被怀疑在澳大利亚各地犯下许多类似的罪行。

## 早年生活
伊万·米拉特于1944年12月27日出生在新南威爾士州吉尔福德的皇冠街妇女医院（Crown Street Women's Hospital）。父亲是克罗地亚裔移民劳工斯蒂芬·马尔科·“史蒂文”·米拉特（Stijphan Marko "Steven" Milat，1902－1983年），母亲是澳大利亚籍的玛格丽特·伊丽莎白·皮德尔斯顿（Margaret Elizabeth Piddleston，1920－2001年）。他是父母14个孩子中的第五个。
米拉特一家生活贫困，最初住在悉尼以西36公里处的博斯利公园（Bossley Park）一座简陋的木屋农场中，后来搬到了利物浦。根據各方面所說，米拉特的父母在抚养、教育和管教孩子方面非常尽职尽责，送他们去天主教学校上学。然而，家属形容米拉特的父亲因酗酒而脾气暴躁。米拉特家共有十个男孩，其中许多人曾与当地警方打过交道，并且从小习惯使用刀具和枪支，经常在父母家后的院子里练习射击。
兄弟姐妹回忆称，米拉特从小就表现出反社会和精神变态的行为，例如用弯刀攻击动物，导致他在13岁时被送进一所寄宿学校。到了17岁，他因盗窃被关进少年感化院，而19岁时因参与商店盗窃案再次被捕。1964年，他因入室盗窃被判处18个月监禁，获释一个月后，他又因驾驶一辆被盗汽车被捕，判处两年苦役。1967年9月，年仅22岁的米拉特因盗窃罪被判三年监禁。
1971年4月7日，米拉特在利物浦火车站附近持刀绑架了两名18岁的女性搭便车者。他强奸了其中一人，随后三人停在一家加油站咖啡馆，受害者趁机逃脱。米拉特当天被捕，并被指控一项强奸罪和两项持械抢劫罪。在等待审判期间，他与几名兄弟一起犯下了一连串抢劫案，在悉尼著名的自杀地点斷魂谷留下鞋子伪造了自己的自杀现场。
当局认为，米拉特随后逃往昆士兰州和维多利亚州，后来又飞往新西兰，在那里生活了两年。然而，有证据表明他可能使用假护照秘密返回，在外州躲避警方追捕。1974年，母亲因心脏病发作被送往医院，他因此回到家中，随后被警方重新逮捕。然而，由于米拉特家的律师约翰·马斯登（John Marsden）介入，他的抢劫和绑架案件在审判中未能定罪。1975年，米拉特成为一名卡车司机，在接下来的20年里断断续续地为道路与交通管理局工作，直到被捕时仍在该机构任职。1977年，米拉特曾企图强奸和谋杀两名从利物浦搭便车前往堪培拉的女性，但最终未被指控。

## 背包客谋杀案

### 背景

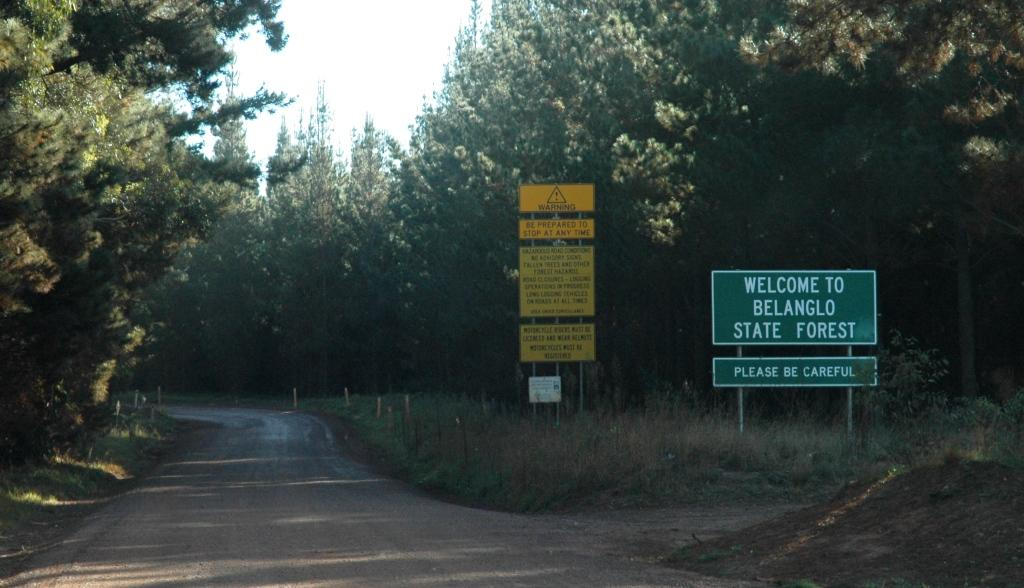
新南威爾士州貝朗格洛州立森林入口處的標誌

在贝朗格洛州立森林（Belanglo State Forest）首次发现受害者尸体前，已有多名背包客失踪。其中一起案件是一对来自维多利亚州弗兰克斯顿的年轻情侣——19岁的德博拉·埃弗里斯特和19岁的詹姆斯·吉布森，他们自1989年12月30日离开悉尼前往奥尔伯里附近的ConFest音乐节后便失踪。另一名受害者是来自德国的西蒙娜·施米德尔，21岁，她于1991年1月20日从悉尼前往墨尔本后失踪。同样来自德国的情侣加博尔·诺伊格鲍尔（21岁）和安雅·哈布施德（20岁），在1991年12月26日从國王十字的一家旅社出发前往米爾杜拉后失踪。此外，英国背包客卡罗琳·克拉克（21岁）和乔安妮·沃尔特斯（22岁），最后一次被人看到是在1992年4月18日于国王十字区。

### 发现受害者
1992年9月19日，两名跑步的人在贝朗格洛森林进行定向越野比赛时，发现了一具隱匿的尸体。次日早晨，警方在距离第一具尸体30（100英尺）处发现了第二具尸体。透过牙科记录，警方迅速确认尸体属于克拉克和沃尔特斯。沃尔特斯被刺15刀，其中4刀在胸部，1刀在颈部，9刀在背部，这些伤口如不致死也会导致她瘫痪。克拉克的头部在埋葬地点被射击10次，警方认为她曾被用作射击练习目标。在对森林进行彻底搜查后，调查人员排除了发现更多尸体的可能性。
1993年10月5日，一名当地人在贝朗格洛一处偏远区域寻找柴火时，发现了骨骼残骸。他随后带领警方前往现场，警方很快发现了两具尸体，确认其身份为吉布森和埃弗里斯特。吉布森的遗体呈胎儿姿势，遭受了8处刺伤。一把大刀切断了他的上脊椎，使其瘫痪，胸部和背部的刺伤导致心脏和肺部被刺穿。埃弗里斯特则遭到残暴殴打，颅骨有两处骨折，下颌骨折裂，额头上有刀痕，背部被刺了一刀。吉布森的尸体出现在贝朗格洛让调查人员感到困惑，因为他的相机早在1989年12月31日就被发现，而他的背包则于1990年3月13日在加尔斯顿峡谷（Galston Gorge）公路旁被发现，位在以北超过120（75英里）。
1993年11月1日，警方在一次搜查行动中，在贝朗格洛一条防火道上的一处空地发现了一具骸骨。遗骸后被确认为施米德尔的，其身上有至少8处刺伤，其中两刀切断了脊椎，其他刀伤则刺穿了心脏和肺部。在现场发现的衣物并非施米德尔的，而是另一名失踪背包客哈布施德的。1993年11月4日，哈布施德和诺伊格鲍尔的尸体在附近的一条防火道上被发现，他们的墓穴相距50（160英尺）。哈布施德被斩首，尽管警方进行了广泛搜索，她的头颅从未被找到。诺伊格鲍尔的头部被射击6次。有证据表明，部分受害者并未立即死亡，而是遭受了折磨。

### 追捕连环杀手
对遗骸的检验显示，一些受害者在死前遭受了酷刑。因此，1993年10月14日，新南威尔士州警方成立了由20多名侦探和分析师组成的特别行动组。11月5日，新南威尔士州政府将与此案相关的悬赏金提高至50万澳元。在建立了凶手的罪犯側寫后，警方面临着大量的数据需要分析。调查人员运用連結分析技术，将嫌疑人名单从230人缩减到32人。由于大多数受害者都是成对被袭击，并且被杀害的方式不同，尸体被分别掩埋，人们开始猜测此案可能是多名凶手所为。
1993年11月13日，英国警方接到了一通来自24岁男子保罗·奥尼恩斯（Paul Onions）的电话。他回忆称，在1990年1月25日，他在澳大利亚背包旅行期间，从利物浦火车站搭便车前往米尔杜拉。在卡苏拉（Casula）南部，他搭乘了一名自称“比尔”的男子的车。在距离贝朗格洛不到1公里的米塔贡（Mittagong）南部，这名男子突然掏出一把左轮手枪和一根绳索，试图抢劫奥尼恩斯。奥尼恩斯成功逃脱，而“比尔”在其逃跑时开枪射击。奥尼恩斯拦下了一名路过的司机——堪培拉的乔安妮·贝里（Joanne Berry），两人一起向鲍勒尔（Bowral）警方描述了袭击者的外貌、车辆以及车牌号码。1994年4月13日，侦探重新翻查了奥尼恩斯当年的案件记录，找到了他的陈述。此后，贝里以及一名与米拉特共事的男子的女友也证实了奥尼恩斯的说法。

### 逮捕与审判
警方于1994年2月26日开始对米拉特在鹰谷（Eagle Vale）辛纳巴街（Cinnabar Street）的住所进行监视。很快，他们发现米拉特在克拉克和沃尔特斯的尸体被发现后不久，就匆忙出售了自己的银色日产途乐车。警方还证实，在所有谋杀案发生的当天，米拉特均未上班。另外，他的熟人向警方透露，米拉特对武器有着痴迷。当贝朗格洛谋杀案与保罗·奥尼恩斯的经历建立联系后，奥尼恩斯专程飞往澳大利亚协助调查。1994年5月5日，他当面对米拉特进行了指认，确认米拉特就是当年搭载他并试图向他开枪的男子。
1994年5月22日，在警方包围了米拉特的住所后，50名警察将其逮捕，指控他犯有抢劫和持械袭击奥尼恩斯的罪行。在对他住所的搜查中，警方发现了多种武器，包括一把.22口径安许茨1441/42型步枪，以及部分曾在谋杀案中使用的.22口径儒格10/22步枪。此外，还发现了一把白朗寧手槍和一把布伊刀。此外，警方还发现了多件属于几名受害者的物品。警方还对米拉特母亲及其五名兄弟的房屋进行了搜查，发现了更多属于受害者的物品。
米拉特于5月23日首次出庭，但未作出任何抗辩。5月31日，他被追加指控犯有七起背包客谋杀案。6月28日，米拉特解雇了家庭律师詹姆斯·马斯登，申请法律援助来支付辩护费用。与此同时，兄弟理查德和沃尔特因住所内发现的武器、毒品和赃物被起诉。米拉特的预审听证会于1994年10月24日开始，持续至12月12日，期间共有200多名证人出庭作证。1995年2月初，基于提交的证据，米拉特被正式还押，直至6月接受审判。
1996年3月26日，米拉特在悉尼的新南威尔士州最高法院受审，由检察官马克·泰德斯基（Mark Tedeschi）主持公诉。尽管证据确凿，米拉特依然自信自己会被判无罪。在2004年澳大利亚广播公司《澳大利亚故事》（Australian Story）节目播出的电话录音中，米拉特解释了他为何认为自己会被判无罪：“我在审判中的基本辩护就是：‘不是我干的，我不知道是谁干的。他们必须证明我的罪行，而不是我去证明自己的清白。’”他的辩护律师认为，尽管证据表明他有罪，但所有证据都是间接证据，并没有直接证据能证明米拉特就是凶手。他们试图将罪责转嫁给其他家属，尤其是兄弟理查德。共有145名证人出庭作证，其中还有米拉特的家人试图为他提供不在场证明。6月18日，米拉特本人出庭作证。
经过18周的庭审，陪审团于1996年7月27日裁定米拉特七项谋杀罪名成立。他被判处七个无期徒刑，且不得假释。此外，他还因企图谋杀、非法拘禁及抢劫奥尼恩斯而被分别判处六年监禁。

## 受害者

### 1989年
- 12月30日：澳大利亚人德博拉·埃弗里斯特（Deborah Everist）和詹姆斯·吉布森（James Gibson，均为19岁）离开墨尔本。这对情侣先前往悉尼，入住了市中心郊区的一家背包客旅馆。退房后，他们最后一次被人看到时正准备前往ConFest音乐节，计划搭便车前往奥尔伯里。在他们失踪后的第二天，一名丛林徒步者在悉尼北部加尔斯顿峡谷公路旁发现了吉布森的相机。这名徒步者将受损的相机带回家，但直到一个月后，吉布森的空背包在同一地区被发现，并与他们的失踪报告关联起来后，才向警方报告此事。1993年10月5日，两人的尸体在贝朗格洛州立森林被发现，他们均遭受了多次刺伤[7]。

### 1991年
- 1月20日：德国人西蒙娜·施米德尔（Simone Schmidl，20岁）从悉尼出发，计划搭便车前往墨尔本。她告诉朋友，她要去墨尔本与从德国飞来陪她一起露营的母亲会面。她最后一次被人看到是在一个火车站，正准备前往悉尼西部，以便寻找搭车机会。1993年11月1日，她的尸体在贝朗格洛州立森林被发现。法医确定她死于多次刺伤，其中一刀刺穿了她的脊椎[7]。
- 12月26日：德国背包客加博尔·诺伊格鲍尔（Gabor Neugebauer，21岁）和安雅·哈布施德（Anja Habschied，20岁）离开悉尼国王十字区的背包客旅馆，计划搭便车前往阿德莱德和达尔文。1993年11月4日，两人的尸体在贝朗格洛州立森林被发现。诺伊格鲍尔被捆绑并遭受6次枪击。哈布施德被斩首，但她的头颅仍未被找到[7]。

### 1992年
- 4月18日：英国公民乔安妮·沃尔特斯（Joanne Walters，22岁）和卡罗琳·克拉克（Caroline Clarke，21岁）离开国王十字区，一起搭便车环游澳大利亚。她们计划前往维多利亚州采摘水果，抵达了卧龙岗附近的布利山口（Bulli Pass），据报道，她们在那里询问如何前往休姆高速公路。1992年9月19日，两人的尸体在贝朗格洛州立森林被发现。沃尔特斯被刺伤致死，克拉克遭受11次枪击[7]。

## 监禁与上诉
米拉特在梅特兰监狱的第一天，就被另一名囚犯殴打。近一年后，1997年5月16日，他与一名毒品贩子、前悉尼市议员乔治·萨瓦斯（George Savvas）一同策划越狱。但计划失败，第二天，有人发现萨瓦斯吊死在自己的牢房内。随后，米拉特被转移至高安全级别的古尔本惩教中心。
1997年11月，米拉特以自己未获得法律代表权为由提出上诉，援引了迪特里希诉女王案作为依据（如果遭受嚴重刑事指控的人非因自身過錯而沒有律師代理，並且程序會導致審判不公平，則必須準許延期審理，直至為其提供適當的法律代理），主张其英美法系权利受到了侵犯。然而，新南威尔士州刑事上诉法院驳回了他的上诉请求。2004年，米拉特向澳洲高等法院申请特别许可，以新的理由提出上诉。然而，申请最终被驳回，高等法院维持刑事上诉法院最初的裁决，不允许他再次上诉。2005年10月27日，新南威尔士州最高法院驳回了米拉特的最后一次上诉机会。2006年，他又进行了两次上诉尝试，但均被拒绝。2011年11月，他的另一项上诉请求再次遭到驳回。2001年，米拉特被转移到古尔本惩教中心的高风险管理监狱，设有45间专门为极度危险囚犯建造的牢房。2006年，米拉特在狱中获得了一台烤面包机和电视机，这一事件在公众中引发强烈抗议。

## 晚年与死亡
2004年，在接受《澳大利亚故事》采访时，米拉特否认家人曾参与这七起谋杀案。2009年1月26日，米拉特用塑料刀割下自己的一根小指，试图将其邮寄至澳洲高等法院，以此迫使法院重新审理案件。由于伤势严重，他在严密看守下被送往古尔本基督教医院进行治疗。然而，1月27日，医生认为无法进行手术后，他被送回监狱。事实上，这并非米拉特第一次自残。2001年，他曾吞下剃刀刀片、订书针等金属物品。2011年5月，他发起了一次为期9天的绝食抗议，体重减少25公斤，以此来争取获得一台PlayStation游戏机，不过最终未能成功。
2019年5月，米拉特被转移至兰德威克的威尔士亲王医院，随后被确诊为晚期食道癌。接受初步治疗后，他被送回长湾惩教中心继续服刑。2019年8月9日，由于病情加重，他在过去几周内体重骤减20公斤，出现高烧症状，因此被转移回威尔士亲王医院的安全治疗单元。虽然身体状况恶化，但医生认为暂不构成生命威胁。2019年10月27日凌晨4:07，米拉特因食道癌和胃癌在长湾惩教中心医院病房去世，终年74岁。
在临终前，米拉特曾致信家人，要求新南威尔士州政府支付他的葬礼费用。但新南威尔士州惩教部长安东尼·罗伯茨（Anthony Roberts）拒绝了这一请求。最终，他的遗体被火化，费用由他的狱中账户支付。在米拉特生命的最后几天，新南威尔士警方曾八次前往监狱和医院试图獲得他的供詞，但未能成功。警方声明表示：“我们每次都采用不同的策略，例如派遣不同的侦探组合，以及播放受害者家属的录音采访作为调查手段。”然而，米拉特始终未曾承认自己的罪行。虽然他在正式场合从未认罪，不过据说他曾私下向自己关系密切的母亲承认，自己确实是背包客谋杀案的凶手。

## 额外调查
警方坚持认为，米拉特可能涉及的谋杀案远远超过他被定罪的七起案件。1993年，上文所述特別行動組启动了一项涵盖整个州和领地的调查，针对未解决的年轻人死亡和失踪案件。他们透过比对米拉特已知的犯罪和受害者特征，以及他的犯罪手法，来查找可能相关的悬案。调查名单共涉及来自美国、英国、德国、意大利和新西兰等的58人。此外，米拉特的活动范围非常广泛。他在1970年代中期成为一名卡车司机，负责运输轮胎，路线涉及阿德莱德、墨尔本、布里斯班、古尔本、亚斯、堪培拉和珀斯。基于几乎相同的作案手法，行動組确认了三名尚未破案的受害者，指挥官克莱夫·斯莫尔（Clive Small）认为他们极有可能是米拉特的受害者：
- 1971年2月26日，20岁的凯伦·罗兰（Keren Rowland）是一名准妈妈，与妹妹分别驾车前往堪培拉的一家汽车旅馆[65]。然而，凯伦并未抵达，直到当晚，人们才在一处未开发的区域发现了她的废弃车辆。次日，在利物浦的工作地点，米拉特据称曾向同事吹嘘自己杀了人，并将尸体埋在了丛林中[65]。1971年5月3日，在堪培拉附近的费尔本松林空难纪念碑附近，凯伦的遗骨被人发现，距离人行道仅15米。她的死因未能确定，而谋杀现场最终与20年后贝朗格洛州立森林中的案件相提并论[65]。事发时，米拉特26岁，在道路部工作，因此经常在利物浦和堪培拉之间往返。此外，据目击者称，在凯伦失踪当晚，曾有一辆金色的福特费尔蒙追赶一名与凯伦外貌相符的女子，而米拉特据称曾驾驶同款车辆。然而，凯伦·罗兰的疑似谋杀案始终未能破案[67]。
- 1987年11月13日，18岁的失业青年彼得·莱彻（Peter Letcher）准备搭便车前往巴瑟斯特的父母家，但他并没有到达目的地。1988年1月21日，几名徒步旅行者在珍罗兰山洞群景区附近的一条林间小道上发现了他的遗骨[65]。莱彻的尸体仰面朝天，躺在一个布满树叶和树枝的浅沟里。他被戴上手铐，用.22口径手枪朝头部射击五次，背部多次被刺伤，还可能遭到性侵犯。据米拉特的前妻透露，在莱彻失踪前几天，米拉特曾带她去珍罗兰州立森林，看一条土路和一片松树林，因为当时米拉特在那里工作。莱彻的谋杀案发生在米拉特的妻子离开他不久之后[67]。
- 1991年9月6日，29岁的母亲黛安·佩纳基奥（Dianne Pennacchio）前往邦根多的乔治湖酒店。她告诉朋友自己打算搭便车回到昆比恩，在大约晚上11点独自离开汽车旅馆，前往国王公路[65]。1991年11月13日，两名林业委员会员工在塔兰甘达州立森林（位在堪培拉西南、邦根多以南40公里）发现了一具被松枝覆盖、脸朝下躺着的尸体[66]。死者仅穿着内衣和裤子，第七胸椎遭刺伤。脊椎的刺伤导致瘫痪，这符合米拉特的犯罪手法[66]。她的衣物摆放方式暗示她可能遭到性侵犯。佩纳基奥的谋杀案发生在米拉特已知的连环杀人案期间，她是在1991年1月施米德尔遇害和12月诺伊格鲍尔及哈布施德被杀之间被害的[67]。

警方调查的其他案件还有在纽卡斯尔南的獵人谷发生的一系列未破案的年轻女性失踪案。这些案件最初被认为是另一名身份不明的连环杀手所为，但后来也引起了对米拉特的关注：
- 1978年12月30日，20岁的莉安·古道尔（Leanne Goodall）被哥哥送到马斯维尔布鲁克火车站。她前往纽卡斯尔与父母会合，计划随后前往悉尼。当天下午3:30，她最后一次在纽卡斯尔的星星酒店被人看到。1979年2月，古道尔被报失踪。1978年底至1979年初，米拉特曾在这一地区从事公路施工工作，并且经常出入星星酒店[68]。
- 古道尔失踪四个月后，即1979年4月7日，18岁的罗宾·希基（Robyn Hickie）失踪。晚上7:15，她最后一次出现在贝尔蒙特北太平洋公路上，站在家对面的公交车站。警方当时认为她是自行失踪（故意不愿被人找到），调查很快便被终止。后来，有目击者称，在希基失踪前一晚，曾在贝尔蒙特酒店看到米拉特[69]。
- 1979年4月21日，14岁的阿曼达·罗宾逊（Amanda Robinson）在盖茨黑德参加了一场高中舞会后，返回斯旺西途中失踪。她从公交车上下车后，最后一次被人看到是在湖路上行走。警方对案件展开了全面调查，但最终未能破案[69]。
- 1979年10月12日，16岁的阿曼达·佐利斯（Amanda Zolis）在汉密尔顿的都铎街被一名邻居送到公交站，时间为晚上6:30。她计划前往纽卡斯尔猎人街的基督教咖啡馆。当晚10:15，佐利斯从纽卡斯尔汉密尔顿南给父亲打电话，说自己需要换衣服，因为她打算去昆士兰。从那以后，她再也没有出现或与任何人联系。她的失踪疑似与该地其他失踪案有关，但警方尚未找到确凿证据[68]。
- 1980年1月10日，18岁的安妮特·布里法（Annette Briffa）在悉尼北部的阿斯奎斯失踪。她此前曾居住在中央海岸及周边地区。她最后一次被人看到时正在太平洋公路上搭便车，具体地点在科拉山和阿斯奎斯之间，方向朝霍恩斯比。有目击者称，她当时进入了一辆橙色的马自达或类似车辆[70][71]。
- 22岁的苏珊·伊森胡德（Susan Isenhood）在纽卡斯尔梅菲尔德地区失踪。她的兄弟曾在雄鹿猎人酒店附近将她放下，之后她计划搭便车前往塔里。1986年，她的骨骼遗骸在塔里南部的基瓦拉克州立森林的负鼠丛雨林中被发现。警方认为米拉特可能是嫌疑人，因为调查人员获取了新南威尔士州交通厅的住宿记录，显示伊森胡德失踪期间，米拉特曾在塔里附近修缮太平洋公路，住在当地的一家酒店[72]。

2001年的一次审讯中，米拉特才首次被列为古道尔、希基和罗宾逊失踪案的嫌疑人。根据新南威尔士州验尸官约翰·阿伯内西（John Abernethy）的说法，米拉特在1970年代后期曾在该地从事道路施工工作，与獵人谷存在“明确联系”，因此成为调查的重点对象。据称，米拉特曾向朋友吹嘘称，该地到处都有埋葬尸体的坑穴。在审讯中，他承认曾搭载过大约15名搭便车者，但他坚称并不是在獵人谷。他在法庭上表示：“无论他们的孩子发生了什么，我都与此毫无关系。我可以直视这些人的眼睛，说，‘我完全没有参与你们孩子的失踪事件。’”此外，他在审讯期间还发表过类似的言论，例如：“我倒想问问，他们怎么会让一个14岁的孩子（指阿曼达·罗宾逊）在午夜时分独自外出？”尽管米拉特在案件发生时确实在该地工作，但由于缺乏确凿证据，警方并未对他提出指控。2005年，针对布里法失踪案的类似调查也未能造成任何指控。媒體還推測米拉特還犯下了其他罪行：
- 1972年7月4日，19岁的阿尼塔·坎宁安（Anita Cunningham）和18岁的罗宾·霍因维尔-巴特拉姆（Robyn Hoinville-Bartram），这两名同住一处的平面设计专业学生，从墨尔本出发，计划搭便车前往昆士兰。随后，在距离查特斯堡以西80公里的明智溪（Sensible Creek）桥下，霍因维尔-巴特拉姆的半裸尸体被人发现。她头部中弹，所使用的.22口径步枪与米拉特惯用的枪支相同。而坎宁安的遗骸至今未被找到。虽然当局曾调查米拉特当时的行踪，但未能找到直接证据将其与案件联系起来[75][76]。
- 1973年10月5日，18岁的加布里埃尔·扬克（Gabrielle Jahnke）与16岁的米歇尔·赖利（Michelle Riley）决定从布里斯班搭便车前往黄金海岸。一周后，扬克的尸体在太平洋公路的一处陡坡下被人发现。十天后，赖利的遗体被人发现在一处偏僻丛林中，她的裙子被撩起，內衣不翼而飞，尸体上覆盖着树枝。这一现场与米拉特的犯罪手法极为相似[65][77]。
- 21岁的德国公民莉迪娅·诺茨（Lydia Notz）于1976年10月31日最后一次出现在昆士兰教堂山的一位朋友家中。她留下一张便条称自己将于一周后回来，但此后便音讯全无。2021年，犯罪心理学家蒂姆·沃森-蒙罗（Tim Watson-Munro）和法医人类学家赞瑟·马莱特（Dr. Xanthé Mallett）在电视节目《伊万·米拉特：背包客凶手》（Ivan Milat: Backpacker Murderer）中将诺茨列为米拉特的潜在受害者之一[78][79]。
- 1977年7月20日，21岁的纳雷尔·玛丽·考克斯（Narelle Mary Cox）在前往昆士兰努萨探访老朋友的途中失踪。她最后一次被人看到是在新南威尔士州的不伦瑞克黑兹地区，而米拉特曾在该地工作。她的姊妹曾在1994年联系米拉特行动组，但警方最终因米拉特的工作时间表与失踪时间不符而排除了他的嫌疑。然而，这一结论受到质疑，因为米拉特曾让他人代替他签到，以掩盖他缺勤的事实[80]。
- 22岁的美国公民芭芭拉·卡罗尔·布朗（Barbara Carol Brown）于1978年5月17日在新南威尔士州失踪。当时，她从男友兄弟的比克罗夫特家中出发，计划搭便车前往昆士兰，再前往珀斯。但她自此杳无音讯。2021年，布朗被电视节目《伊万·米拉特：背包客凶手》列为米拉特的潜在受害者之一[81][82]。
- 1978年8月25日，20岁的史蒂芬·拉普索恩（Stephen Lapthorne）和18岁的米歇尔·波普（Michelle Pope）被人最后一次看到时，他们正乘坐一辆绿色百福汽車从西平布尔前往贝罗拉（Berowra）。儘管沒有排除意外死亡的可能性，不过警方推测他们被谋杀，遗体可能被埋在库灵盖·蔡斯国家公园（Ku-ring-gai Chase National Park）。2005年8月，州副验尸官卡尔·米洛瓦诺维奇（Carl Milovanovich）主持了一项调查，裁定两人已死亡，儘管米拉特被認定為最有可能殺害他们的人，但未能确定具体死亡时间和死因[83]。
- 1979年1月11日，22岁的阿兰·马丁·福克斯（Alan Martin Fox）和17岁的女友安妮克·阿德里安森（Anneke Adriaansen）从贝罗拉高地出发，计划搭便车前往肯普西和拜倫灣。他们最后一次被人目击是在1月12日下午晚些时候，出现在拜伦湾的主街。警方认为这对情侣的失踪十分可疑，而米拉特当时可能正身处新南威尔士州沿海地区，因此被提及为潜在嫌疑人[84]。
- 1979年7月27日约19:30，15岁的托尼·玛丽·卡瓦纳（Toni Maree Cavanagh）和16岁的凯·多赫提（Kay Docherty）最后一次被人看到时，她们正在卧龙岗的一处公交车站，准备前往一家迪斯科舞厅。8月1日，有人收到一封盖有達令赫斯特邮戳、署名她们的信件说她们身处悉尼。然而，此后两人便再无音讯，人们相信两人已遇害。2013年的一次调查中，米拉特曾被列为潜在嫌疑人，但未能找到具体证据证明他与案件有关[85][86][87]。
- 1979年9月，17岁的金·切丽·提尔（Kim Cherie Teer）在东墨尔本失踪。当时，她正试图搭便车前往阿德莱德，带着她的黑白色边境牧羊犬。金一直在全国各地旅行，在给母亲的最后一封信中，她表达了对搭便车的恐惧，请求母亲寄来她的出生证明，以便她能申请驾驶执照。警方认为，金可能在搭便车途中遭遇不测[88][89]。
- 1980年2月1日，17岁的伊莱恩·约翰逊（Elaine Johnson）和18岁的凯丽·安妮·乔尔（Kerry Anne Joel）最后一次被人看到是在克罗纳拉。人们认为她们在搭便车前往怀昂途中遭遇了暴力袭击。米拉特当时曾在她们可能前往的地区工作，因此被列为主要嫌疑人[90]。
- 1980年6月12日，两名20岁的护理专业学生黛博拉·巴尔肯（Deborah Balken）与吉莉安·贾米森（Gillian Jamieson）最后一次被人看到时，她们正在巴拉馬打的一家酒馆内，与一名戴着宽边牛仔帽的男子交谈。随后，巴尔肯给室友打电话，表示她们正在搭车前往卧龙岗参加派对。米拉特当时在悉尼西部工作，曾被警方问讯，被列为两名女性失踪案的嫌疑人[72][91]。
- 1981年4月20日，20岁的乔安娜·莱西（Joanne Lacey）和莱斯利·大卫·托沙克（Lesley David Toshak）从悉尼出发，计划搭便车前往拜伦湾进行冲浪旅行，之后便失踪。2012年，法医裁定两人死于可疑情况[92][93]。当局怀疑，此次双重失踪可能与1970年代末和1980年代初发生在该地的其他失踪情侣案件有关[94]。
- 1991年3月10日，22岁的卡门·范海登（Carmen Verheyden）在凌晨12:30最后一次被人看到时，正在利物浦附近的卡苏拉搭便车，位于休姆高速公路上。她当时刚离开一个派对，坐在十字路口酒店外，打算回到韦斯特米德（Westmead）的家中。她从此失踪。由于她是在与背包客绑架案相同的地点失踪的，媒体和调查人员推测，米拉特可能绑架并杀害了她。1993年11月，行动组调查米拉特的犯罪时，曾考虑过范海登是否为他的受害者之一，但未能找到直接证据[95][96]。
- 1992年11月23日，14岁的梅洛妮·梅里尔·萨顿（Melony Merrille Sutton）和16岁的查德·埃弗雷特·萨顿（Chad Everett Sutton）在昆士兰伊娜拉（Inala）家中最后一次被母亲看到，时间为上午8:35。当时，他们出发步行前往学校。然而，后来发现两人计划搭便车前往珀斯，寻找他们的父亲。有人认为他们可能曾途经贝朗格洛州立森林。截至目前，他们仍被列为失踪人口[97]。

## 个人生活
1983年，米拉特结识了16岁的凯伦·达克（Karen Duck），当时她已怀上了米拉特某个堂表兄弟的孩子。他们于1984年结婚，还育有一个女儿。然而，由于家庭暴力，达克在1987年离开米拉特，1989年10月正式离婚。在米拉特受审时，达克形容他是个“痴迷枪支的人”，回忆起米拉特曾在贝朗格洛州立森林射杀袋鼠的情景。米拉特的侄孫马修·米拉特（Matthew Milat）和朋友科恩·克莱因（Cohen Klein）在2012年因谋杀17岁的戴维·奥克特洛尼（David Auchterlonie）被判处监禁，马修被判43年，克莱因被判32年，当时两人均为19岁。案发在2010年11月，马修在贝朗格洛州立森林用双头斧袭击奥克特洛尼，而克莱因则用手机录下了整个行凶过程。2005年7月18日，米拉特的前任律师约翰·马斯登在临终前作出声明，称米拉特的妹妹雪莉·索尔（Shirley Soire，1946-2003）曾协助他谋杀两名英国背包客。
2015年5月，米拉特的兄弟鲍里斯·米拉特（Boris Milat）告诉曾是凶杀案侦探的史蒂夫·阿佩伦（Steve Aperen），米拉特曾向他承认自己在1962年3月6日试图抢劫时，意外用霰弹枪射伤了出租车司机内维尔·奈特（Neville Knight）。当时，米拉特年仅17岁。奈特因此腰部以下瘫痪。然而，警方并未抓获米拉特，反而是一名无辜男子艾伦·狄龙（Allan Dillon）被错误定罪，并因此服刑五年。阿佩伦在对鲍里斯和狄龙进行測謊后，坚信奈特确实是米拉特枪击的受害者。虽然当局从未就此案指控米拉特，但他们指出，这种使受害者瘫痪的作案方式，与米拉特后来对多名受害者所采用的手法相似。同样，负责调查背包客谋杀案的警监克莱夫·斯莫尔（Clive Small）也认为米拉特应对奈特的枪击案负责。

## 大众文化
关于米拉特的案件已有多本书籍出版。2016年，他的侄子阿利斯泰尔·希普西（Alistair Shipsey）出版了《米拉特书信集》（The Milat Letters，ISBN 1785547844）。2018年12月，澳大利亚作家阿曼达·霍华德（Amanda Howard）根据自己与米拉特的通信，正在撰写一本关于其罪行的书籍。2015年，七號電視網播出了迷你剧“Catching Milat”，聚焦于追踪米拉特的特別行动组成员。该剧大致改编自马克·惠特克（Mark Whittaker）和莱斯·肯尼迪（Les Kennedy）合著的《兄弟之罪》（Sins of the Brother）。米拉特的罪行也成为了电影《狼溪》系列的灵感来源。2021年，一部四集纪录片《伊万·米拉特：背包客杀手》（Ivan Milat: Backpacker Murderer）播出，探讨了米拉特可能还有20名额外受害者的可能性。